# KkStB 3 sorozatú szerkocsi
A kkStB 3 sorozatú szerkocsi kéttengelyes szerkocsi sorozat volt az osztrák Cs. kir. Államvasutaknál (k.k. österreichischen Staatsbahn, kkStB). A szerkocsik eredetileg a Mährische Westbahn-tól és a Niederösterreichischen Südwestbahnen–tól (NÖSWB) származtak.
A  NÖSWB ezt a típust 1876−1877-ben szerezte be a Bécsújhelyi Mozdonygyártól az 1–7B és az 1–6A típusú mozdonyaihoz. 1887 és 1889-ben további tíz darabot rendelt a típusból a kkStB egyrészt saját, másrészt az általa üzemeltetett Mährische Westbahn mozdonyaihoz, melyeket az NÖSWB eredetűekkel együtt a három szerkocsisorozatba osztott be.

## Fordítás
- Ez a szócikk részben vagy egészben  a   kkStB Tenderreihe 3 című német Wikipédia-szócikk fordításán alapul.  Az eredeti cikk szerkesztőit annak laptörténete sorolja fel. Ez a jelzés csupán a megfogalmazás eredetét és a szerzői jogokat jelzi, nem szolgál a cikkben szereplő információk forrásmegjelöléseként.